# 41e cérémonie des Hong Kong Film Awards
La 41e cérémonie des Hong Kong Film Awards se déroule le 16 avril 2023.

## Meilleur film
- To My Nineteen Year Old Self de Mabel Cheung
  - The Sparring Partner de Ho Cheuk-Tin
  - Warriors of Future de Ng Yuen-fai
  - Detective vs Sleuths de Wai Ka-fai
  - The Narrow Road de Lam Sum

## Meilleur réalisateur
- Wai Ka-fai pour Detective vs Sleuths
  - Ho Cheuk-Tin pour The Sparring Partner
  - Lam Sum pour The Narrow Road
  - Mabel Cheung pour To My Nineteen Year Old Self
  - Sunny Chan pour Table for Six

## Meilleur scénario
- Wai Ka-fai, Ryker Chan, Mak Tin Shu pour Detective vs Sleuths
  - Frankie Tam, Oliver Yip, Thomas Leung pour The Sparring Partner
  - Lau Kok-rui pour The Sunny Side of the Street
  - Fean Chung pour The Narrow Road
  - Sunny Chan pour Table for Six

## Meilleur acteur
- Lau Ching-wan pour Detective vs Sleuths
  - Mak Pui-tung pour The Sparring Partner
  - Yeung Wai-lun pour The Sparring Partner
  - Anthony Wong pour The Sunny Side of the Street
  - Louis Cheung pour The Narrow Road

## Meilleure actrice
- Sammi Cheng pour Lost Love
  - Louisa So pour The Sparring Partner
  - Teresa Mo pour Mama's Affair
  - Angela Yuen pour The Narrow Road
  - Sylvia Chang pour A Light Never Goes Out

## Meilleur second rôle masculin
- Michael Hui pour Where the Wind Blows
  - Jan Lamb pour The Sparring Partner
  - Law Wing-cheung pour Mama's Affair
  - Louis Cheung pour Table for Six
  - Peter Chan Charm-man pour Table for Six

## Meilleur second rôle féminin
- Ivana Wong pour Table for Six
  - Harriet Yeung pour The Sparring Partner
  - Patra Au pour The Narrow Road
  - Lin Min-chen pour Table for Six
  - Jennifer Yu pour Far Far Away

## Meilleur nouvel interprète
- Sahal Zaman pour The Sunny Side of the Street
  - Jer Lau pour Mama's Affair
  - Edan Lui pour Hong Kong Family
  - Henick Chou pour A Light Never Goes Out
  - Edan Lui pour Chilli Laugh Story

## Meilleur nouveau réalisateur
- Ho Cheuk-tin pour The Sparring Partner
  - Lau Kok-rui pour The Sunny Side of the Street
  - Ng Yuen-fai pour Warriors of Future
  - Lam Sum pour The Narrow Road
  - Sunny Chan pour Table for Six

## Meilleure photographie
- Cheng Siu-keung pour Detective vs Sleuths
  - Leung Yau-cheong pour The Sparring Partner
  - Ng Kai-ming pour Warriors of Future
  - Chin Ting Chang, Meng Qing et Tsui Siu Kong pour Where the Wind Blows
  - Meteor Cheung Yu Hon pour The Narrow Road

## Meilleur montage
- J.Him Lee, Zhang Zhao et Jojo Shek pour The Sparring Partner
  - Wong Hoi et Kenny Luk pour Warriors of Future
  - David Richardson et Allen Leung pour Detective vs Sleuths
  - William Kwok et Nose Chan pour To My Nineteen Year Old Self
  - Cheung Ka-fai et Cheng Wai-lun pour Table for Six

## Meilleurs décors
- Bill Lui et Andrew Wong pour Where the Wind Blows

## Meilleurs costumes et maquillages
- Dora Ng et Petra Kwok pour Where the Wind Blows

## Meilleure chorégraphie d'action
- Jack Wong Wai-leung pour Warriors of Future

## Meilleure musique de film
- Wong Hin-yan pour The Narrow Road

## Meilleure chanson originale
- Live a Life (musique de Hans Wing, texte de Lin Ruo Ning, interprétation de Sammi Cheng) pour Lost Love

## Meilleur son
- Nopawat Likitwong, Stan Yau, Sarunyu Nurnsai et Dhanarat Dhitirojana pour Warriors of Future

## Meilleurs effets visuels
- Chas Chau Chi Shing, Leung Wai Kit, Kwok Tai et Law May pour Warriors of Future

## Meilleur film de Chine continentale ou de Taïwan
- In Search of Lost Time de Derek Yee
  - Goddamned Asura de Lou Yi-an
  - Moon Man de Zhang Chiyu

## Récompenses spéciales

### Lifetime Achievement Award
- Bowie Wu

### Professional Spirit Award
- Law Kar
- Sek Kei